# Neville Jules
Neville „Cap“ Jules (* 21. Mai 1927 in Laventille; † 18. Februar 2020) war ein trinidadischer Steel-Pan-Musiker und -Instrumentenbauer.

## Leben und Werk
Neville Jules gehört neben Winston „Spree“ Simon, Anthony Williams und Elliot Mannette zu den Entwicklern der Steel Pan. Er lebte als kleiner Junge in Laventille. Noch bevor er sein zehntes Altersjahr erreicht hatte, zog seine Familie ins Gebiet des East Dry River im Zentrum von Port of Spain. Da die Familie nun unweit der Duke Street Bridge lebte, wo sich der Übungsplatz einer Perkussionsgruppe befand, war Jules oft dort anzutreffen. Während des Zweiten Weltkrieges, als Spree Simon seine ersten Melodieinstrumente baute, beschäftigte sich Jules mit dem Bau von tiefer klingenden Bariton- und Bassinstrumenten. 1945 stellte er sein so genanntes „Tune Boom“ vor, einen Blechkübel mit nur einem tiefen Ton. In den darauf folgenden Jahren entwickelte Jules sein Konzept weiter und gilt heute als Erfinder der Bass Pan und der Guitar Pan, eines Begleitinstrumentes in der Baritonlage. Darüber hinaus war Neville Jules von der Nachkriegszeit bis in die 1960er-Jahre hinein der Leiter der Steelband Trinidad All Stars. Als erster Arrangeur schrieb er aktuelle und klassische Hits anderer Musikgenres für Calypso-Instrumente um und verhalf dem Genre so zu einem Popularitätsschub. 1972 zog er nach New York und blieb der Steel Pan dort als Musiklehrer treu.